# James Dewey Watson
James Dewey Watson (Chicago, 6 d'abril de 1928) és un zoòleg i biofísic estatunidenc guardonat amb el Premi Nobel de Medicina o Fisiologia l'any 1962 per descobrir l'estructura helicoidal de la molècula de l'ADN.

## Biografia
Va néixer el 6 d'abril de 1928 a la ciutat de Chicago, població situada a l'estat nord-americà d'Illinois. El 1947 ingressà a l'Escola de graduats de la Universitat d'Indiana, on treballava Hermann Joseph Muller, guardonat amb el Premi Nobel de Medicina l'any 1946 pel seu treball sobre les mutacions induïdes pels raigs X. Al maig de 1950 Watson va completar el seu doctorat en zoologia, incorporant-se a la Universitat Harvard l'any 1955.

## Recerca científica

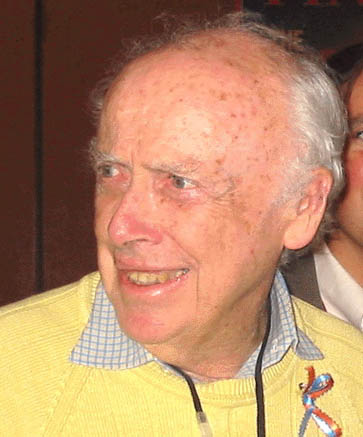
James D. Watson l'any 2003

Al costat del biofísic britànic Francis Crick va desenvolupar la major part de la seva recerca científica al Laboratori Cavendish de la Universitat de Cambridge entre 1951 i 1953. Prenent com base els treballs realitzats en aquell mateix centre per Maurice Wilkins i Rosalind Franklin, Watson i Crick van descrivint l'estructura en doble hèlix de la molècula de l'àcid desoxiribonucleic o ADN. Les investigacions van proporcionar els mitjans per a comprendre com es copia la informació hereditària, descobrint que la molècula d'ADN està formada per compostos químics enllaçats anomenats nucleòtids. Cada un d'aquest consta de tres parts: un sucre anomenat desoxiribosa, un compost de fòsfor i una de quatre possibles bases nitrogenades: adenina (A), timina (T), guanina (G) o citosina (C). Posteriorment Arthur Kornberg va aportar proves experimentals de l'exactitud del seu model.
Com a reconeixement als seus treballs sobre la molècula d'ADN, Watson, Crick i Wilkins van compartir l'any 1962 el Premi Nobel de Medicina o Fisiologia, un premi però que no fou atorgat a Rosalind Franklin, la qual havia mort de càncer l'any 1958 i que la feu inelegible pel guardó de l'Institut Nobel.

A partir de 1988 va participar en el Projecte Genoma Humà de l'Institut Nacional de Salut dels Estats Units, projecte que abandonà l'any 1992 per desavinences amb el director del projecte, Bernadine Healy. Watson s'oposà fermament a la idea de Healy de comercialitzar les patents obtingudes d'aquestes investigacions, cosa que Francis Collins, substitut de Healy al capdavant del projecte nord-americà del genoma humà, no realitzà.

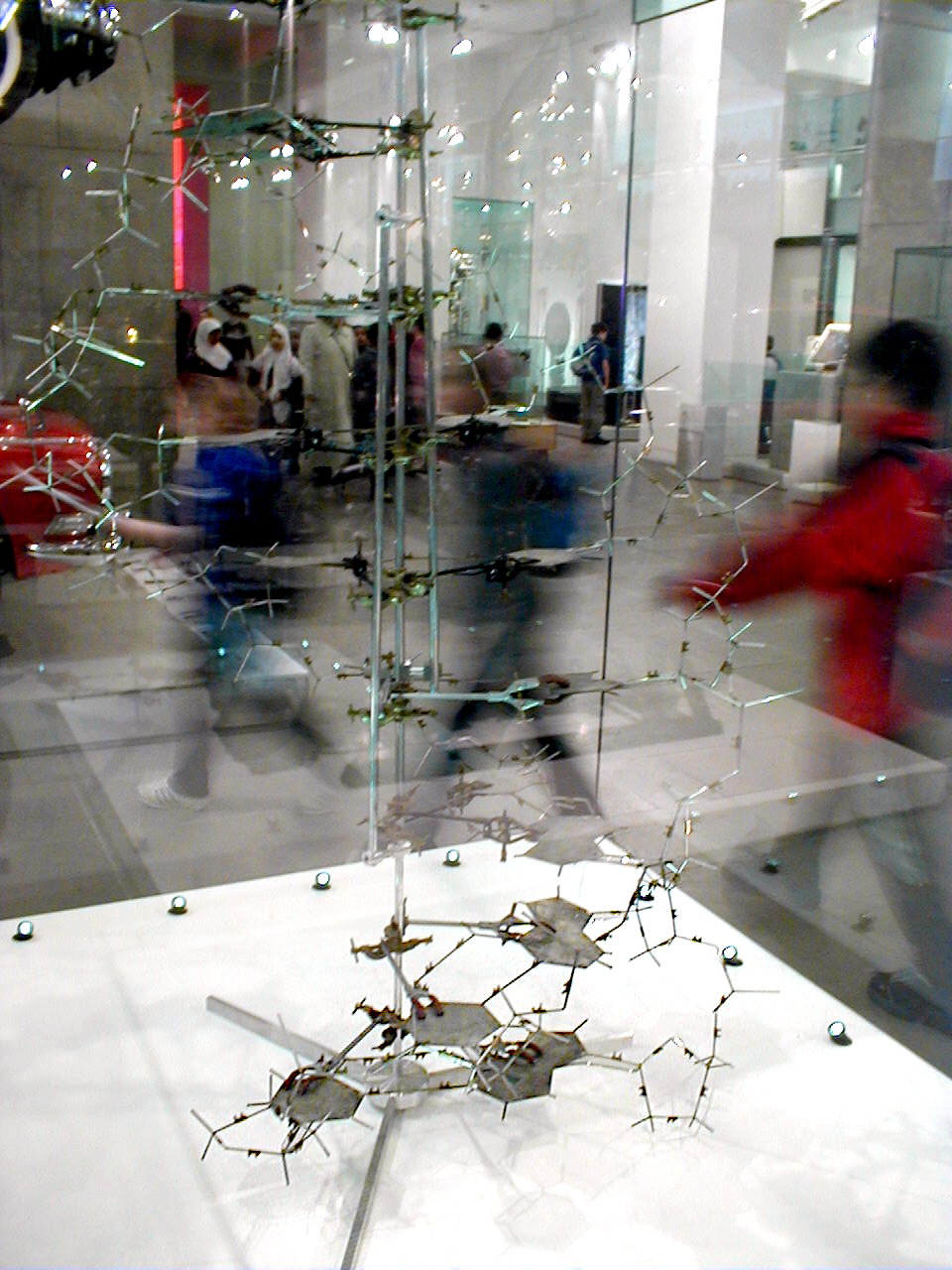
Model de l'ADN construït per Crick i Watson en 1953
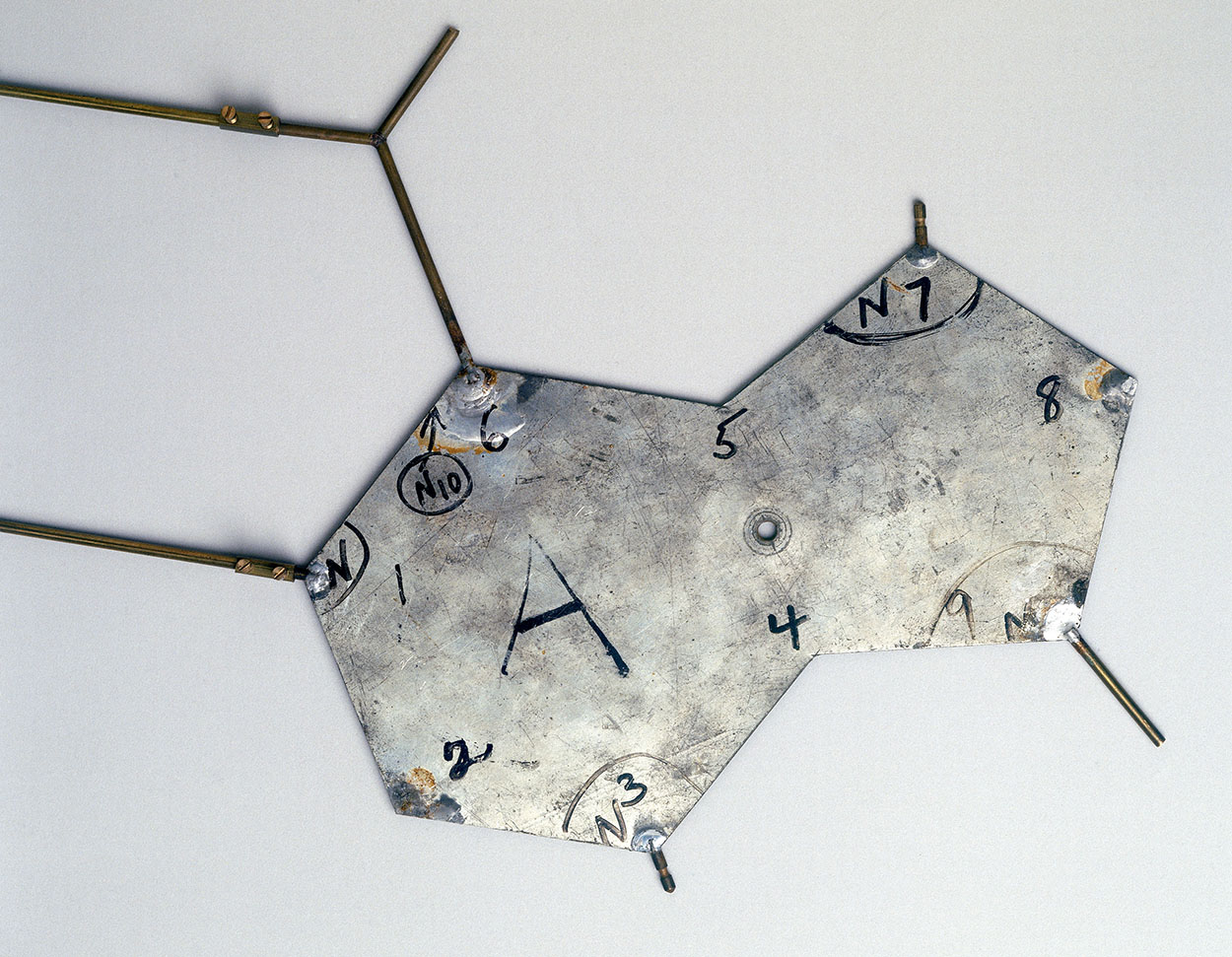
Placa metàl·lica retallada i soldada. Model original.
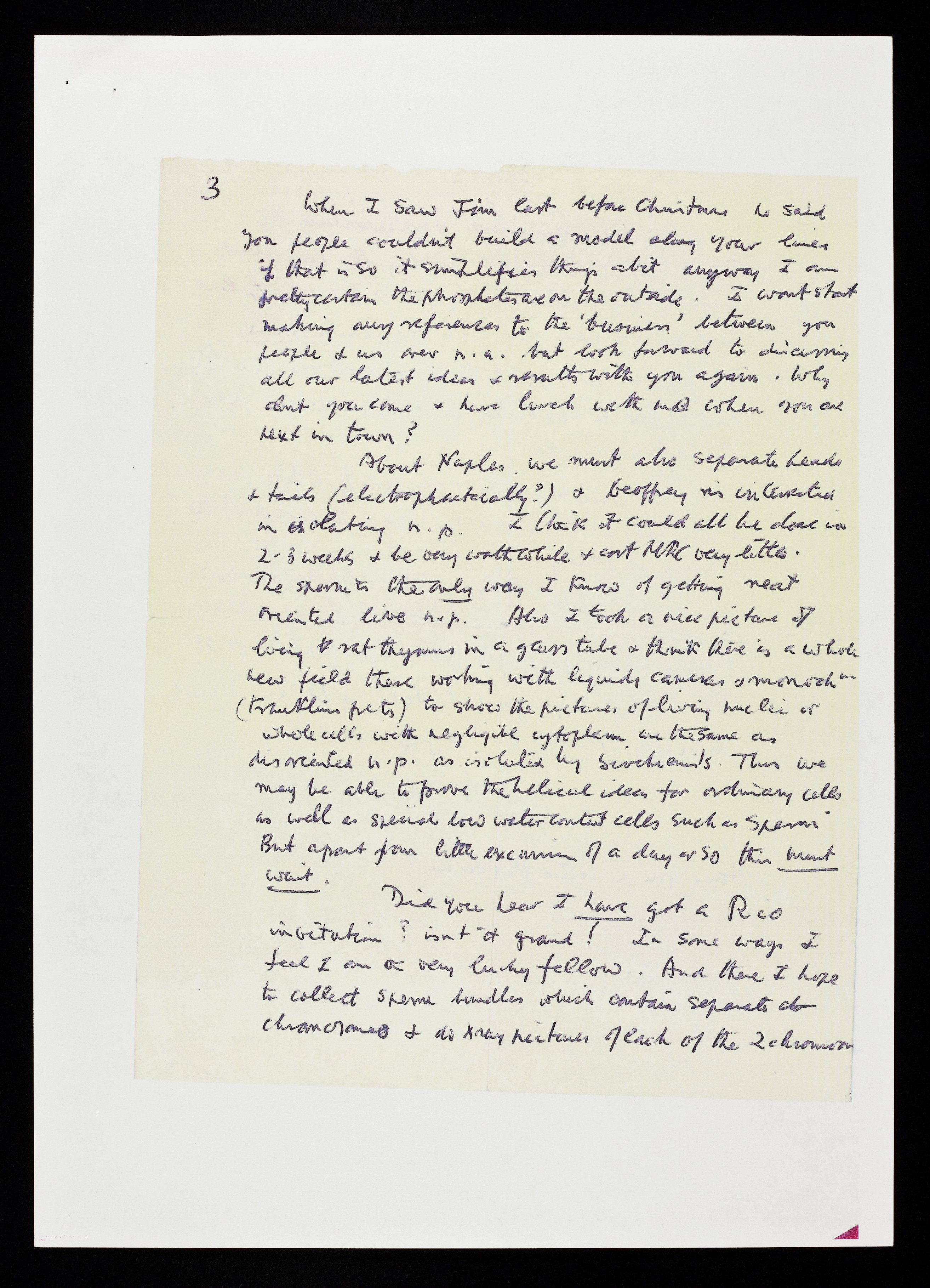
Carta manuscrita de Wilkins, company de Franklin, a Crick.

## Universitat Harvard
El 1956, Watson va acceptar un lloc al departament de biologia de la Universitat Harvard. El seu treball a Harvard es va centrar en l'ARN i el seu paper en la transferència d'informació genètica.
Va advocar per un canvi d'enfocament de l'escola des de la biologia clàssica a la biologia molecular, afirmant que disciplines com l'ecologia, la biologia del desenvolupament, la taxonomia, la fisiologia, etc. s'havien estancat i només podien avançar una vegada que les disciplines subjacents de la biologia molecular i la bioquímica havien aclarit els seus fonaments, arribant fins i tot a descoratjar el seu estudi pels estudiants.
Watson va continuar sent membre de la facultat de Harvard fins al 1976, tot i que es va fer càrrec de la direcció del laboratori Cold Spring Harbor el 1968.
Durant el seu mandat a Harvard, Watson va participar en una protesta contra la Guerra del Vietnam, dirigint un grup de 12 biòlegs i bioquímics demanant la retirada immediata de les forces dels EUA del Vietnam.El 1975, en el trentè aniversari del bombardeig d'Hiroshima, Watson va ser un dels més de 2000 científics i enginyers que es van manifestar contra la proliferació nuclear al president Gerald Ford, argumentant que no hi havia cap mètode provat per a l'eliminació segura de residus radioactius, i que les centrals nuclears eren una amenaça de seguretat a causa de la possibilitat de robatori terrorista de plutoni.
Les opinions sobre les contribucions científiques de Watson mentre romangué a Harvard són una mica mixtes. Els seus èxits més notables en les seves dues dècades a Harvard poden ser el que va escriure sobre la ciència, en lloc de tot el que va descobrir durant aquest temps. El primer llibre de text de Watson, The Molecular Biology of the Gene, va establir un nou estàndard per als llibres de text, particularment a través de l'ús de caps conceptuals (brief declarative subheadings). El seu següent llibre de text va ser Molecular Biology of the Cell, en el qual va coordinar el treball d'un grup de científics-escriptors. El seu tercer llibre de text va ser Recombinant DNA, que descriu les formes en què l'enginyeria genètica ha portat molta informació nova sobre com funcionen els organismes. Els llibres de text encara estan impresos.

## Publicació de la Doble Hèlix
El 1968, Watson va escriure The Double Helix,llistada per la Junta de la Biblioteca Moderna com el número set en la seva llista de 100 millors llibres de no ficció. El llibre detalla la història del descobriment de l'estructura de l'ADN, així com les personalitats, conflictes i controvèrsia que envolten el seu treball, i inclou moltes de les seves impressions emocionals privades en aquell moment. El títol original de Watson havia de ser "Honest Jim". Una certa controvèrsia va envoltar la publicació del llibre. El llibre de Watson havia de ser publicat originalment per la Harvard University Press, però Francis Crick i Maurice Wilkins es van oposar, entre d'altres. La universitat de Watson va abandonar el projecte i el llibre va ser publicat comercialment. En una entrevista amb Anne Sayre per al seu llibre "Rosalind Franklin and DNA" (publicat el 1975 i reeditat el 2000), Francis Crick va dir que considerava el llibre de Watson com un "paquet deplorable de maleïts disbarats."

## Laboratori Cold Spring Harbor
El 1968, Watson es va convertir en el director del laboratori Cold Spring Harbor (CSHL). Entre 1970 i 1972 van néixer els dos fills dels Watsons, i el 1974 la jove família va fer de Cold Spring Harbor la seva residència permanent. Watson va ser director i president del laboratori durant uns 35 anys, i més tard va assumir el paper de canceller i després canceller emèrit.
En el seu paper com a director, president i canceller, Watson va portar a CSHL a articular la seva missió actual, "dedicació a l'exploració de la biologia molecular i la genètica per tal d'avançar en la comprensió i la capacitat de diagnosticar i tractar càncers, malalties neurològiques i altres causes de sofriment humà." CSHL va expandir substancialment tant la seva recerca com els seus programes educatius de ciència sota la direcció de Watson. Se li atribueix la "transformació d'una petita instal·lació en una de les grans institucions d'educació i recerca del món. Iniciant un programa per estudiar la causa del càncer humà, els científics sota la seva direcció han fet contribucions importants per entendre la base genètica del càncer." En un resum retrospectiu dels èxits de Watson allà, Bruce Stillman, el president del laboratori, va dir: "Jim Watson va crear un entorn d'investigació sense precedents en el món de la ciència.”
El 2007, Watson va dir: "Em vaig girar en contra de l'ala esquerra perquè no els agrada la genètica, perquè la genètica implica que a vegades en la vida fracassem perquè tenim gens dolents. Volen que tot el fracàs de la vida sigui causat pel sistema malvat."

## Projecte Genoma Humà
El 1990, Watson va ser nomenat Cap del Projecte Genoma Humà als Instituts Nacionals de Salut, càrrec que va ocupar fins al 10 d'abril de 1992. Watson va deixar el Projecte Genoma després de conflictes amb el nou director del NIH, Bernadine Healy. Watson es va oposar als intents de Healy d'adquirir patents sobre seqüències de gens, i qualsevol propietat de les "lleis de la naturalesa". Dos anys abans de renunciar al Projecte Genome, havia declarat la seva pròpia opinió sobre aquesta llarga i constant controvèrsia que veia com una barrera il·lògica a la recerca; va dir: "Les nacions del món han de veure que el genoma humà pertany a la gent del món, en comptes de les seves nacions." Va marxar unes setmanes després de l'anunci de 1992 que el NIH sol·licitaria patents sobre ADNc específics del cervell. (La qüestió de la patentabilitat dels gens ha estat resolta als Estats Units per la Cort Suprema dels Estats Units; vegeu Associació per a la Patologia Molecular v. Ofici de Patent i Marques dels EUA)
El 1994, Watson es va convertir en president de la CSHL. Francis Collins va assumir el càrrec de director del Projecte Genoma Humà.
Va ser citat a The Sunday Telegraph el 1997 dient: "Si poguessis trobar el gen que determina la sexualitat i una dona decideix que no vol un fill homosexual, bé, deixa-la."El biòleg Richard Dawkins va escriure una carta a The Independent afirmant que la posició de Watson era falsada per l'article The Sunday Telegraph, i que Watson consideraria igualment la possibilitat de tenir un fill heterosexual com qualsevol altra raó per a l'avortament, per emfatitzar que Watson està a favor de permetre l'elecció.
Sobre la qüestió de l'obesitat, Watson va ser citat l'any 2000, dient: "Quan entrevises a les persones grosses, et sents dolent, perquè saps que no les contrauràs."
Watson ha donat suport repetidament al garbellat genètic i l'enginyeria genètica en conferències i entrevistes públiques, argumentant que l'estupidesa és una malaltia i que el "realment estúpid" fons del 10% de la gent ha de ser curat... També ha suggerit que la bellesa podria ser genèticament dissenyada, dient el 2003, "La gent diu que seria terrible si fem a totes les noies boniques. Crec que seria genial."
El 2007, James Watson es va convertir en la segona persona en publicar el seu genoma completament seqüenciat en línia, després que se li presentés el 31 de maig de 2007, per Sciences Corporation en col·laboració amb científics del Human Genome Sequencing Center, Baylor College of Medicine. Watson va ser citat dient: "Em poso la seqüència del meu genoma en línia per encoratjar el desenvolupament d'una era de medicina personalitzada, en la qual la informació continguda en els nostres genomes es pot utilitzar per identificar i prevenir malalties i per crear teràpies mèdiques individualitzades".

## Vida personal
Watson és ateu. El 2003, va ser un dels 22 signants premiats amb premi Nobel que van signar el Manifest Humanista L'humanisme i les seves Aspiracions.

### Matrimoni i família
Watson es va casar amb Elizabeth Lewis el 1968. Tenen dos fills, Rufus Robert Watson (nascut el 1970) i Duncan James Watson (nascut el 1972). Watson de vegades parla sobre el seu fill Rufus, que pateix d'esquizofrènia, per estimular els avenços en la comprensió i el tractament de malalties mentals per determinar com la genètica hi contribueix.

## Per a més informació
- Chadarevian, S. (2002) Designs For Life: Molecular Biology After World War II. Cambridge University Press ISBN 0-521-57078-6.
- Chargaff, E. (1978) Heraclitean Fire. New York: Rockefeller Press.
- Chomet, S., ed., (1994) D.N.A.: Genesis of a Discovery London: Newman-Hemisphere Press.
- Collins, Francis. (2004) Coming to Peace With Science: Bridging the Worlds Between Faith and Biology. InterVarsity Press. ISBN 978-0-8308-2742-8.
- Collins, Francis. (2007) The Language of God: A Scientist Presents Evidence for Belief Free Press. ISBN 978-1-4165-4274-2.
- Crick, F. H. C. (1988) What Mad Pursuit: A Personal View of Scientific Discovery (Basic Books reprint edition, 1990) ISBN 0-465-09138-5.
- John Finch; 'A Nobel Fellow On Every Floor', Medical Research Council 2008, 381 pp, ISBN 978-1-84046-940-0; this book is all about the MRC Laboratory of Molecular Biology, Cambridge.